# Светско првенство у хокеју на леду 2023 — Дивизија IV
Светско првенство дивизије IV у хокеју на леду за 2023, је био међународни турнир у хокеју на леду који је организовала Међународна хокејашка федерација.
Турнир је одржан у Улан Батору, главном граду Монголије од 23. до 26. марта 2023. године. 
На турниру су учествовале четири нације, укључујући Монголију, која се вратила на Светско првенство након десетогодишњег одсуства. На Светском првенству дебитовале су Индонезија и Филипини. Првобитно су Филипини требали да наступе на светском првенству 2022. али су се повукли пре него што је турнир почео јер су играчи, тренери и штабови били погођени пандемијом ковида 19.
Филипини су освојили турнир, чиме су зарадили промоцију у дивизију III Групу Б за 2024.

## Домаћин
| Улан Батор | Монголија                      |
| Улан Батор | Улан Батор                     |
| Улан Батор | Степска арена Капацитет: 3.600 |

### Учесници
| Екипа      | Квалификације                        |
| ---------- | ------------------------------------ |
| Кувајт     | 5. место у Дивизији IV               |
| Филипини   | Прво учешће на турниру               |
| Монголија  | Домаћин, прво учешће од 2012. године |
| Индонезија | Прво учешће на турниру               |

### Судије
За турнир су изабране три судије и четири линијских судија. 
| Главне судије                                | Линијске судије                                          |
| -------------------------------------------- | -------------------------------------------------------- |
| - Мануел Николић - Туро Вирта - Кенџи Косака | - Томаш Брејча - Едмонд Нг - Хуанг Кивеи - Матјаж Хрибар |

### Резултати и табела
|  | Пласман на СП 2024, дивизија III − група Б |

| #          | Репрезентација | Ут | П | Ппр | Ипр | И | ГД | ГП | ГР  | Бод |
| ---------- | -------------- | -- | - | --- | --- | - | -- | -- | --- | --- |
| 1. (52/55) | Филипини       | 3  | 2 | 1   | 0   | 0 | 35 | 6  | +29 | 8   |
| 2. (53/55) | Монголија      | 3  | 2 | 0   | 1   | 0 | 19 | 8  | +11 | 7   |
| 3. (54/55) | Кувајт         | 3  | 1 | 0   | 0   | 2 | 4  | 24 | -20 | 3   |
| 4. (55/55) | Индонезија     | 3  | 0 | 0   | 0   | 3 | 3  | 23 | −20 | 0   |

Извор:ИИХФ

Правила пласмана: 1) бодови; 2) међусобни сусрет; 3) међусобна гол-разлика; 4) међусобни број постигнутих голова; 5) резултат против најближе најбоље рангиране екипе ван изједначених екипа; 6) резултат против другопласиране екипе ван изједначених екипа; 7) носиоци пре турнира. 
| 23. март 2023. 14:00 | Филипини | 14 : 0 4:0, 6:0, 4:0 | Индонезија | Степска арена, Улан Батор Посетилаца: 700 |

| Извор | Извор | Извор | Извор | Извор |
| ----- | ----- | ----- | ----- | ----- |
|       |       |       |       |       |
|       |       |       |       |       |
|       |       |       |       |       |
|       |       |       |       |       |

| 23. март 2023. 18:00 | Кувајт | 0 : 8 0:4, 0:0, 0:4 | Монголија | Степска арена, Улан Батор Посетилаца: 3.075 |

| Извор | Извор | Извор | Извор | Извор |
| ----- | ----- | ----- | ----- | ----- |
|       |       |       |       |       |
|       |       |       |       |       |
|       |       |       |       |       |
|       |       |       |       |       |

| 24. март 2023. 14:00 | Индонезија | 2 : 4 1:0, 1:1 0:3 | Кувајт | Степска арена, Улан Батор Посетилаца: 375 |

| Извор | Извор | Извор | Извор | Извор |
| ----- | ----- | ----- | ----- | ----- |
|       |       |       |       |       |
|       |       |       |       |       |
|       |       |       |       |       |
|       |       |       |       |       |

| 25. март 2023. 18:00 | Филипини | 7 : 6 (про) 3:0, 0:3, 3:3, 1:0 | Монголија | Степска арена, Улан Батор Посетилаца: 3.267 |

| Извор | Извор | Извор | Извор | Извор |
| ----- | ----- | ----- | ----- | ----- |
|       |       |       |       |       |
|       |       |       |       |       |
|       |       |       |       |       |
|       |       |       |       |       |

| 26. март 2023. 14:00 | Кувајт | 0 : 14 0:1, 0:4, 0:9 | Филипини | Степска арена, Улан Батор Посетилаца: 803 |

| Извор | Извор | Извор | Извор | Извор |
| ----- | ----- | ----- | ----- | ----- |
|       |       |       |       |       |
|       |       |       |       |       |
|       |       |       |       |       |
|       |       |       |       |       |

| 26. март 2023. 18:00 | Монголија | 5 : 1 3:0, 0:0, 2:1 | Индонезија | Степска арена, Улан Батор Посетилаца: 2.843 |

| Извор | Извор | Извор | Извор | Извор |
| ----- | ----- | ----- | ----- | ----- |
|       |       |       |       |       |
|       |       |       |       |       |
|       |       |       |       |       |
|       |       |       |       |       |

Напомена: Сатница свих утакмица је по локалном времену UTC+8.